# Morti nel 309
| Questa pagina contiene informazioni ricavate automaticamente dalle voci biografiche con l'ausilio del template Bio e di un bot. L'aggiornamento è periodico e automatico e ricostruisce completamente la pagina. Se manca una persona in questa lista, sei pregato di non aggiungerla, ma accertati piuttosto che la sua voce biografica contenga il template Bio e che i dati anagrafici siano correttamente compilati. Se il template Bio manca, inseriscilo tu stesso o, in alternativa, metti l'avviso {{tmp\|Bio}} che ne segnala la mancanza. Se i dati riportati sono sbagliati, correggi direttamente la voce biografica; le modifiche saranno visibili in questa lista entro pochi giorni. Per chiarimenti vedi il progetto biografie. La lista contiene solo le 11 persone che sono citate nell'enciclopedia e per le quali è stato implementato correttamente il template Bio. Pagina aggiornata al 10 feb 2025. |

- 16 gennaio - Papa Marcello I, papa, vescovo e santo (n. 255)
- 16 febbraio - Panfilo di Cesarea, presbitero
- 5 marzo - Adriano di Cesarea, santo siriano
- 7 marzo - Eubulo, santo siriano
- 4 giugno - Quirino di Siscia, vescovo ungherese
- 21 ottobre - Papa Eusebio, papa, vescovo e santo greco antico
- Adur Narsete, sovrano persiano
- Mena d'Egitto, santo egiziano (n. 285)
- Ormisda II, re persiano
- Valerio Romolo, romano (n. 294)
- Santa Sofronia, religiosa italiana